# René Charrier
Pour les articles homonymes, voir Charrier.
 (juin 2012).
Si vous disposez d'ouvrages ou d'articles de référence ou si vous connaissez des sites web de qualité traitant du thème abordé ici, merci de compléter l'article en donnant les références utiles à sa vérifiabilité et en les liant à la section « Notes et références ».
René Charrier est un footballeur français né le 23 novembre 1951 à Innsbruck (Autriche). Il mesure 1,79 m pour 75 kg. Il a été gardien de but à l'Olympique de Marseille.
Il est aujourd'hui salarié au syndicat français de joueurs de football professionnels UNFP.

## Carrière de joueur
- 1966-1970 : FC Brignoud ( France)
- 1970-1972 : AS Aulnoye
- 1972-1974 : CS Sedan-Ardennes ( France)
- 1974-1980 : Olympique de Marseille ( France)
- 1977-1978 :  → Paris FC ( France) (prêt)
- 1980-1982 : SR Saint-Dié ( France)[1]

## Palmarès
- International A en 1975 (2 sélections)
- Vice-Champion de France 1975 (avec l'Olympique de Marseille)